# Дану (самоврядна зона)
Дану (бірм. ဓနု ကိုယ်ပိုင် အုပ်ချုပ် ခွင့် ရ ဒေသ (dənṵ kòbàɪɴ ʔoʊʔtɕʰoʊʔ kʰwɪ̰ɴja̰ dèθa̰)) — самоврядна зона в штаті Шан (національний округ) М'янми, де проживає однойменна народність дану. Самоврядна зона ділиться на 2 повіти. Створена в 2008 році.